# Frans van Houtte
Frans van Houtte, né à Bruges le 14 juin 1890 et mort le 28 décembre 1980 dans la même ville, est un joueur de football international belge actif au début du XXe siècle. Il joue comme attaquant ou milieu offensif durant toute sa carrière au Cercle de Bruges, avec lequel il remporte le championnat de Belgique.

## Carrière
Frans van Houtte fait ses débuts dans le football à l'âge de 17 ans. Formé au Cercle sportif brugeois, il en intègre l'équipe première lors de la saison 1907-1908. À partir de la saison suivante, il s'impose dans l'attaque brugeoise aux côtés des buteurs Louis Saeys et Alphonse Six et remporte le titre de champion de Belgique en 1911. Grâce à ses bonnes prestations, il est convoqué à deux reprises en équipe nationale belge pour disputer deux rencontres amicales en avril 1911. Deux ans plus tard, il dispute et perd la finale de la Coupe de Belgique. 
La Première Guerre mondiale interrompt sa carrière qu'il reprend après la fin du conflit, toujours fidèle au Cercle. Il joue régulièrement jusqu'en 1921 puis de manière plus sporadique jusqu'en 1925, s'occupant dans le même temps des équipes de jeunes de l'association.

## Statistiques
| Saison                | Club                  | Championnat           | Championnat | Championnat | Coupe(s) nationale(s) | Coupe(s) nationale(s) | Total | Total |
| Saison                | Club                  | Division              | M.          | B.          | M.                    | B.                    | M.    | B.    |
| 1907-1908             | R. CS Brugeois        | Division 1            | 8           | 0           | 0                     | 0                     | 8     | 0     |
| 1908-1909             | R. CS Brugeois        | Division 1            | 14          | 1           | 0                     | 0                     | 14    | 1     |
| 1909-1910             | R. CS Brugeois        | Division 1            | 14          | 10          | 0                     | 0                     | 14    | 10    |
| 1910-1911             | R. CS Brugeois        | Division 1            | 19          | 7           | 0                     | 0                     | 19    | 7     |
| 1911-1912             | R. CS Brugeois        | Division 1            | 22          | 10          | 1                     | 0                     | 23    | 10    |
| 1912-1913             | R. CS Brugeois        | Division 1            | 15          | 3           | 3                     | 0                     | 18    | 3     |
| 1913-1914             | R. CS Brugeois        | Division 1            | 21          | 7           | 0                     | 0                     | 21    | 7     |
| 1919-1920             | R. CS Brugeois        | Division 1            | 14          | 1           | 0                     | 0                     | 14    | 1     |
| 1920-1921             | R. CS Brugeois        | Division 1            | 18          | 2           | 0                     | 0                     | 18    | 2     |
| 1921-1922             | R. CS Brugeois        | Division 1            | 2           | 0           | 0                     | 0                     | 2     | 0     |
| 1924-1925             | R. CS Brugeois        | Division 1            | 3           | 0           | 0                     | 0                     | 3     | 0     |
| Total sur la carrière | Total sur la carrière | Total sur la carrière | 150         | 39          | 4                     | 0                     | 154   | 39    |

## Palmarès
- 1 fois champion de Belgique en 1911 avec le R. CS Brugeois.

## Carrière internationale
Frans van Houtte compte deux convocations en équipe nationale belge, pour autant de matches joués. Il dispute son premier match avec les « Diables Rouges » le 2 avril 1911 lors d'un match amical contre les Pays-Bas. Il joue un second match trois semaines plus tard contre l'Allemagne, au cours duquel il inscrit le premier but du match, remporté 2-1.
Le tableau ci-dessous reprend toutes les sélections de Frans van Houtte. Le score de la Belgique est toujours indiqué en gras.
| Date       | Compétition  | Adversaire | Lieu      | Score | Remarque  |
| ---------- | ------------ | ---------- | --------- | ----- | --------- |
| 02/04/1911 | Match amical | Pays-Bas   | Dordrecht | 3-1   |           |
| 23/04/1911 | Match amical | Allemagne  | Liège     | 2-1   | 32e (1-0) |